# Spillone

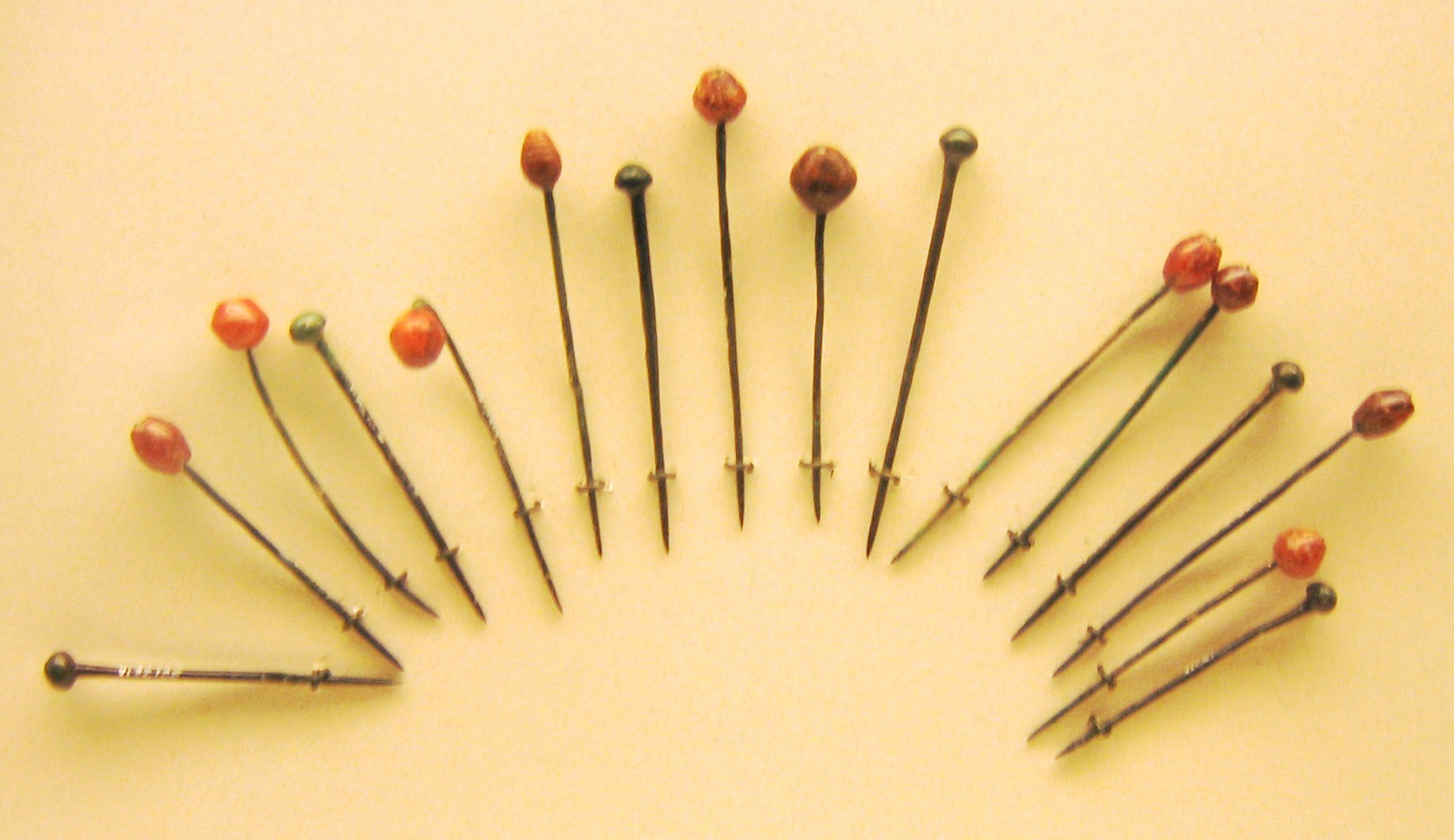
Spilloni per capelli (circa 600 a.C.)

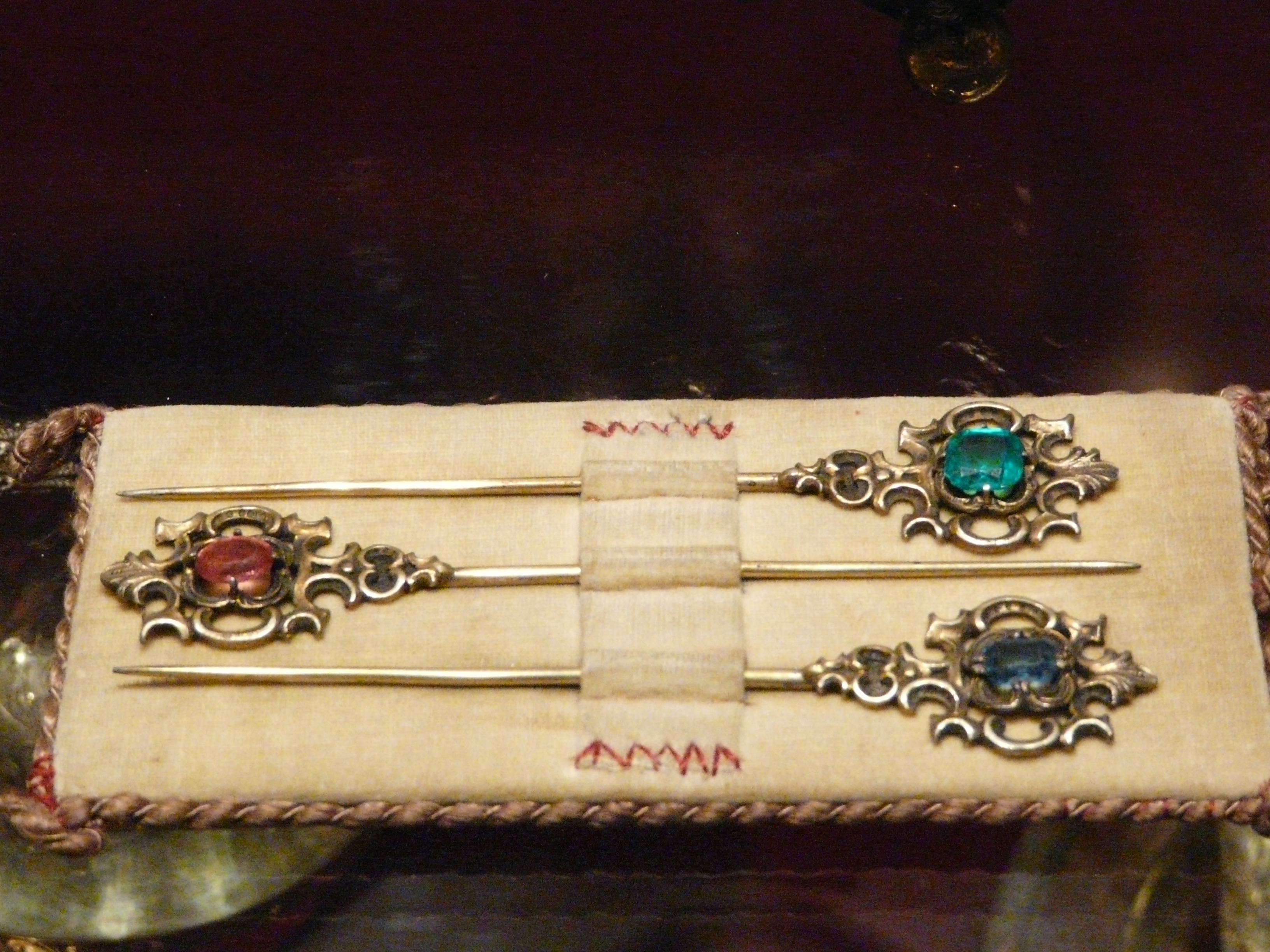
Spilloni con pietre preziose

Lo spillone è uno strumento appuntito, simile ad un grosso spillo, e viene usato per unire, appuntare o trattenere provvisoriamente parti del vestiario.
Lungo fino ad una dozzina di centimetri, con una grossa capocchia, è fatto in metallo, un tondino sottile con un'estremità appuntita, per infilarlo, e l'altra estremità terminante nella capocchia, un rigonfiamento, per impedirgli di sfilarsi. Anticamente veniva realizzato in avorio, osso, legno, bronzo, argento oggi anche in acciaio inossidabile. La capocchia può essere in materiale diverso dal gambo: vetro, avorio, perla, smalto, madreperla, pietre dure, possono renderlo un oggetto prezioso.
Veniva usato per chiudere e fermare capi di abbigliamento, come i mantelli; come fermaglio per raccogliere lunghe capigliature, diventa parte inscindibile di alcune acconciature tradizionali come le guazze o gli kanzashi giapponesi; mantenere al loro posto i cappellini da signora, la veletta o altre parti mobili del vestiario.
Oggetto andato in disuso con il modificarsi delle mode, sostituito da più comodi metodi di chiusura come la spilla di sicurezza, il velcro o la cerniera lampo.